# Walter Durañona
Walter Durañona ist ein ehemaliger uruguayischer Schwimmer. 
Durañona nahm in der Freistil-Disziplin am 1949 im heimischen Uruguay ausgetragenen Südamerikameisterschaften teil. Ende der 1940er Jahre war er  neben Gonzalo Mari der leistungsstärkste Schwimmer Uruguays in diesem Schwimmstil. Er gehörte zudem dem uruguayischen Aufgebot bei den Panamerikanischen Spielen 1951 in Buenos Aires an.